# Trenton (Florida)
Trenton és una població dels Estats Units, seu del comtat de Gilchrist, a l'estat de Florida. Segons el cens del 2008 tenia 1.722 habitants.

## Demografia
Segons el cens del 2000, Trenton tenia 1.617 habitants, 608 habitatges, i 390 famílies. La densitat de població era de 241,1 habitants/km².
Dels 608 habitatges en un 33,6% hi vivien nens de menys de 18 anys, en un 42,4% hi vivien parelles casades, en un 19,4% dones solteres, i en un 35,7% no eren unitats familiars. En el 30,4% dels habitatges hi vivien persones soles el 14,6% de les quals corresponia a persones de 65 anys o més que vivien soles. El nombre mitjà de persones vivint en cada habitatge era de 2,47 i el nombre mitjà de persones que vivien en cada família era de 3,1.
Per edats la població es repartia de la següent manera: un 27,6% tenia menys de 18 anys, un 8,4% entre 18 i 24, un 23,6% entre 25 i 44, un 18,8% de 45 a 60 i un 21,6% 65 anys o més.
L'edat mediana era de 37 anys. Per cada 100 dones de 18 o més anys hi havia 75,7 homes.
La renda mediana per habitatge era de 25.259 $ i la renda mediana per família de 29.773 $. Els homes tenien una renda mediana de 24.000 $ mentre que les dones 21.302 $. La renda per capita de la població era de 13.054 $. Entorn del 18,9% de les famílies i el 20,4% de la població estaven per davall del llindar de pobresa.

## Poblacions més properes
El següent diagrama mostra les poblacions més properes.